# Лаогора
Лаого́ра (дав.-гр. Λαογόρη) — персонаж давньогрецької міфології, дочка кіпрського царя Кініра і Метарми, дочки Пігмаліона і Галатеї, рідна сестра Мірри, Брезії, Орседіки, зведена сестра Адоніса і Амарака. 
Коли Метарма необачно сказала, що їхня з Кініром дочка Мірра гарніша, ніж богиня Афродіта, то богиня намовила дівчину закохатися у власного батька. Кінір, який не знаючи про це, став її коханцем, але довідавшись, хотів її вбити, через що боги перетворили Мірру на рослину, з якої через 9 місяців народився Адоніс. Проте й інші дочки Метарми і Кініра сказали, що вони красивіше Афродіти. Остання покарала їх, зобов'язав, відправляючи культ Астарти на Кіпрі, віддаватися за плату відвідувачам храму. Тому Лаогора продавала своє тіло незнайомим чоловікам і, зрештою, закінчила свої жалюгідні дні в Єгипті.
Згідно з іншими джерелами гнів Афродіти сестри накликали на себе тим, що жили разом з чужими чоловіками, у що важко повірити, знаючи, як не дотримувалась подружній вірності сама богиня.  